# نخاله‌ها در دریا
نُخاله‌ها در دریا (انگلیسی: Saps at Sea) فیلمی کمدی با نقش‌آفرینی لورل و هاردی است. این فیلم آخرین همکاری لورل و هاردی با هال روچ بود.

## داستان فیلم
هاردی که به دلیل کار در یک کارگاه تولید بوق تعادل روانی خود را از دست داده به تجویز پزشک باید به اقیانوس برود و شیر تازه بز بنوشد. وی و به همراه لورل به توصیه پزشک عمل می‌کند و قایقی کرایه می‌کند. اما یک مجرم خطرناک برای فرار به قایق آن دو احتیاج دارد…

## گزیدهٔ بازیگران
- استن لورل
- اولیور هاردی
- ریچارد کریمر
- جیمز فینلیسون
- بن ترپین
- چارلی هال
- هری برنارد
- هری هیدن
- رابرت مکنزی
- جین مورگان
- مری گوردون
- جیمز سی. مورتون
- جک هیل
- چارلز اِی. باکمن
- ادی بوردن